# Orden für Verdienst (Bulgarien)
Der Orden für Verdienst (bg: За заслуга) wurde am 5. April 1881 durch Fürst Alexander I. von Bulgarien als dem St. Alexander-Orden affiliierte Auszeichnung für Offiziere gestiftet und zunächst in (Gold und Silber), später auch in Bronze bis zum Ende der Monarchie 1946 verliehen.

## Ordensdekoration
Das Ordenszeichen ist eine aus Silber gefertigte bzw. vergoldete runde Medaille, die auf zwei gekreuzten Schwertern liegt. Die Schwerter sind von einem dichten Lorbeerkranz unterlegt, der nach oben spitz zuläuft und an dem der Tragering befestigt ist. Das Medaillon des ersten Modells scheint oben und unten mit einer Kette am Lorbeerkranz befestigt zu sein, beim zweiten Modell entfällt diese. Im Avers ist beim 1. und 2. Modell (1881–1886) das Bildnis von Alexander I., beim 3. Modell (1887–1908) das Abbild des jugendlichen Ferdinand I., beim 4. Modell (1908–1918) das gealterte Bildnis des mittlerweile zum Zaren ausgerufenen Ferdinand und beim 5. Modell (1918–1946) das Profil von Boris III.
Im Revers liegt der Lorbeerkranz auf den Schwertern und im Medaillon ist ein Wappenschild mit einem stehenden nach links gewendeten Löwen zu sehen, das von Lorbeerzweigen sowie der kyrillischen Inschrift За заслуга (Für Verdienst) umgeben ist.

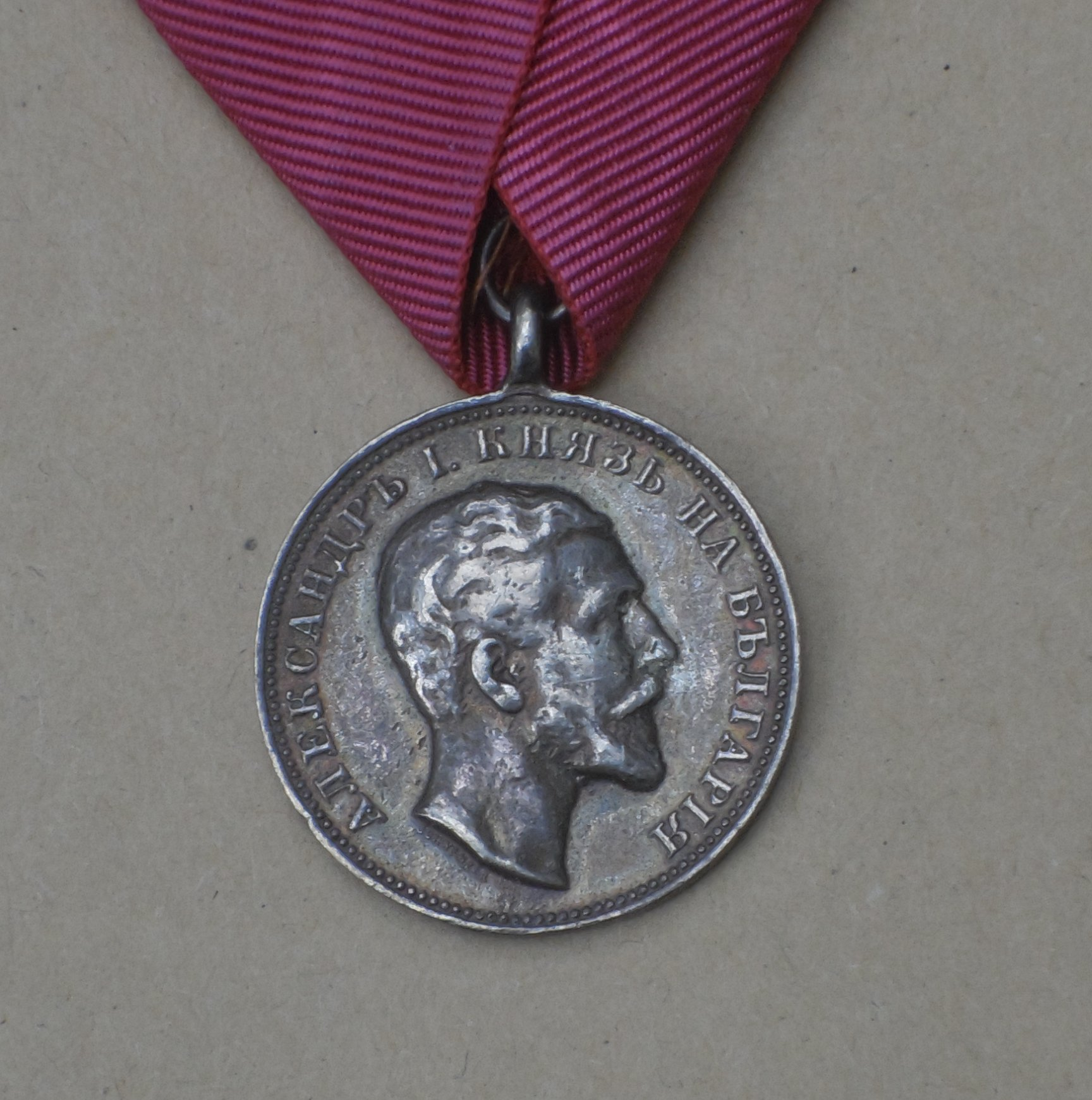
Verdienstmedaille 2. Stufe, 2. Modell

## Verdienstmedaille
Für Unteroffiziere und Soldaten wurde 1883 eine Verdienstmedaille gestiftet, ohne Eichenlaub und Schwerter. Auch diese Medaille wurde in 3 Klassen verliehen und konnte ab 1887 auch mit einer Krone überhöht sein.

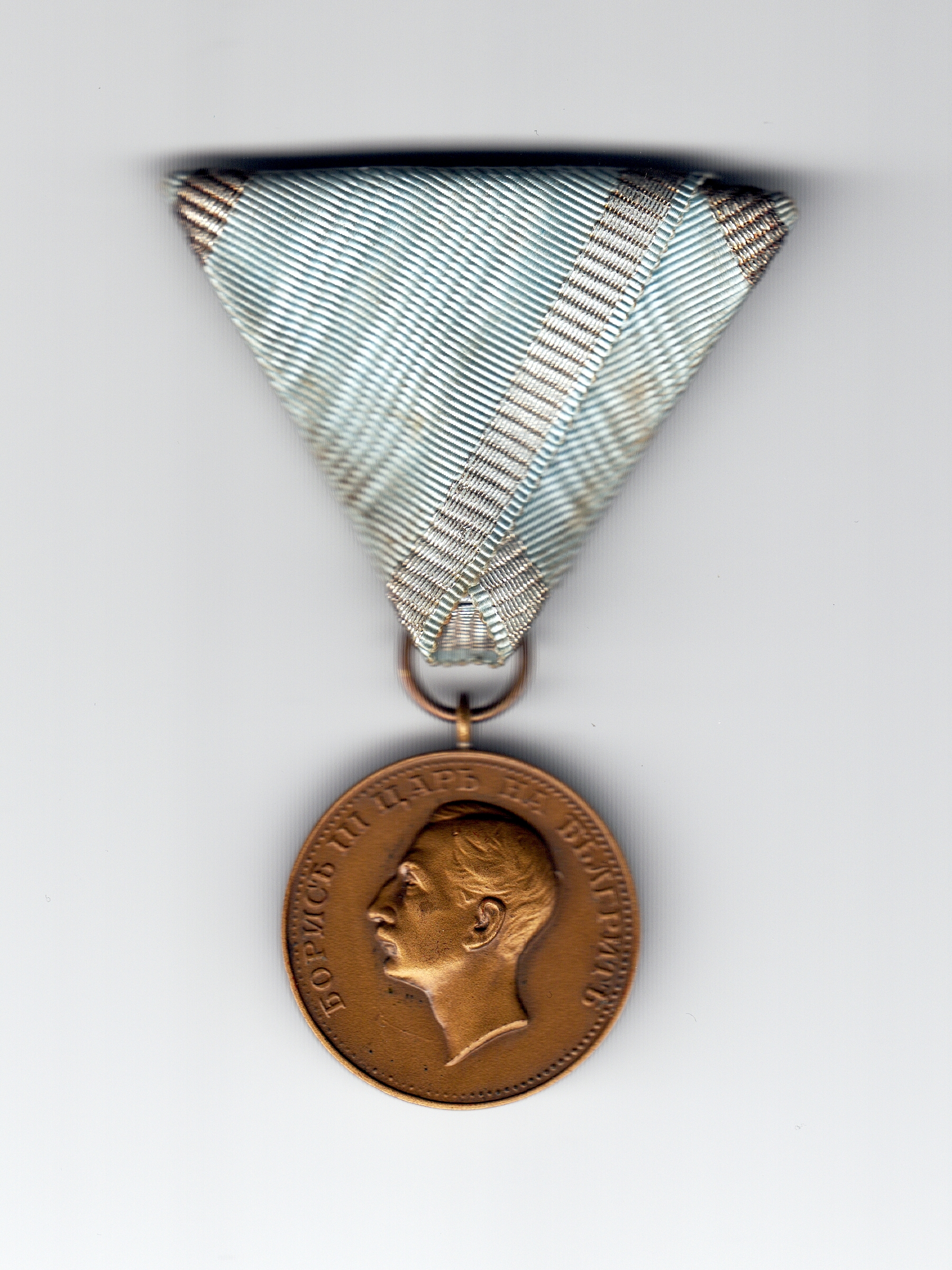
Verdienstmedaille 3. Stufe, 4. Modell

## Trageweise
Getragen wurde die Auszeichnung an einem dunkelroten, in Kriegszeiten auch dem blauen Dreiecksband des Tapferkeitsordens auf der linken Brustseite.